# Château de Chapieu
Le château de Chapieu est un château situé sur le mont Mimat, commune de Lanuéjols en Lozère, en France. Il est aujourd'hui en état de ruines mais facilement accessible.

## Localisation
Le château est situé sur la commune de Lanuéjols, en Lozère, dominant la fertile vallée du Valdonnez, dans l'ancienne province du Gévaudan. Il est en effet bâti en haut de la fon de Chapieu, sur le mont Mimat, à proximité de ce qui est désormais l'aérodrome de Mende-Brenoux, à la frontière avec la commune de Mende.

## Historique
Chapieu était l'un des cinq mandements de la baronnie du Tournel dont le château principal était situé dans la vallée du Lot.
C'est Aldebert III du Tournel, alors évêque de Mende, qui l'aurait fait bâtir, et ce pour deux raisons : contester la suprématie de son frère, le baron du Tournel, et protéger cette route entre Mende et Villefort. Cette voie permettait, en effet, de rejoindre la voie Regordane. Aldebert n'appréciait que modérément les agissements des chevaliers pariers de la Garde-Guérin, accusés de détrousser les voyageurs au lieu de leur porter assistance. Ce château de Chapieu était donc un point de départ pour surveiller, et éventuellement contrer, une offensive des pariers.
En 1247 débute la « guerre de Chapieu ». Son possesseur, Guigues du Tournel, ne reconnait pas le nouvel évêque de Mende Odilon de Mercœur. Il refuse ainsi de satisfaire ses créanciers. L'évêque s'empare alors du château avec le soutien des seigneurs d'Anduze. Ce n'est qu'en 1254 qu'une paix est signée avec le seigneur du Tournel qui peut alors récupérer le château.
En 1428, un texte nous dit que les châteaux de Montialoux, de Chapieu et de Montmirat doivent être entretenus et gardés par les populations locales qui y trouvent refuge en cas de danger.
Aujourd'hui, le château est accessible en suivant un chemin, mais les quelques ruines qui subsistent sont envahies par la végétation.